# 五ヶ瀬町立五ヶ瀬中学校

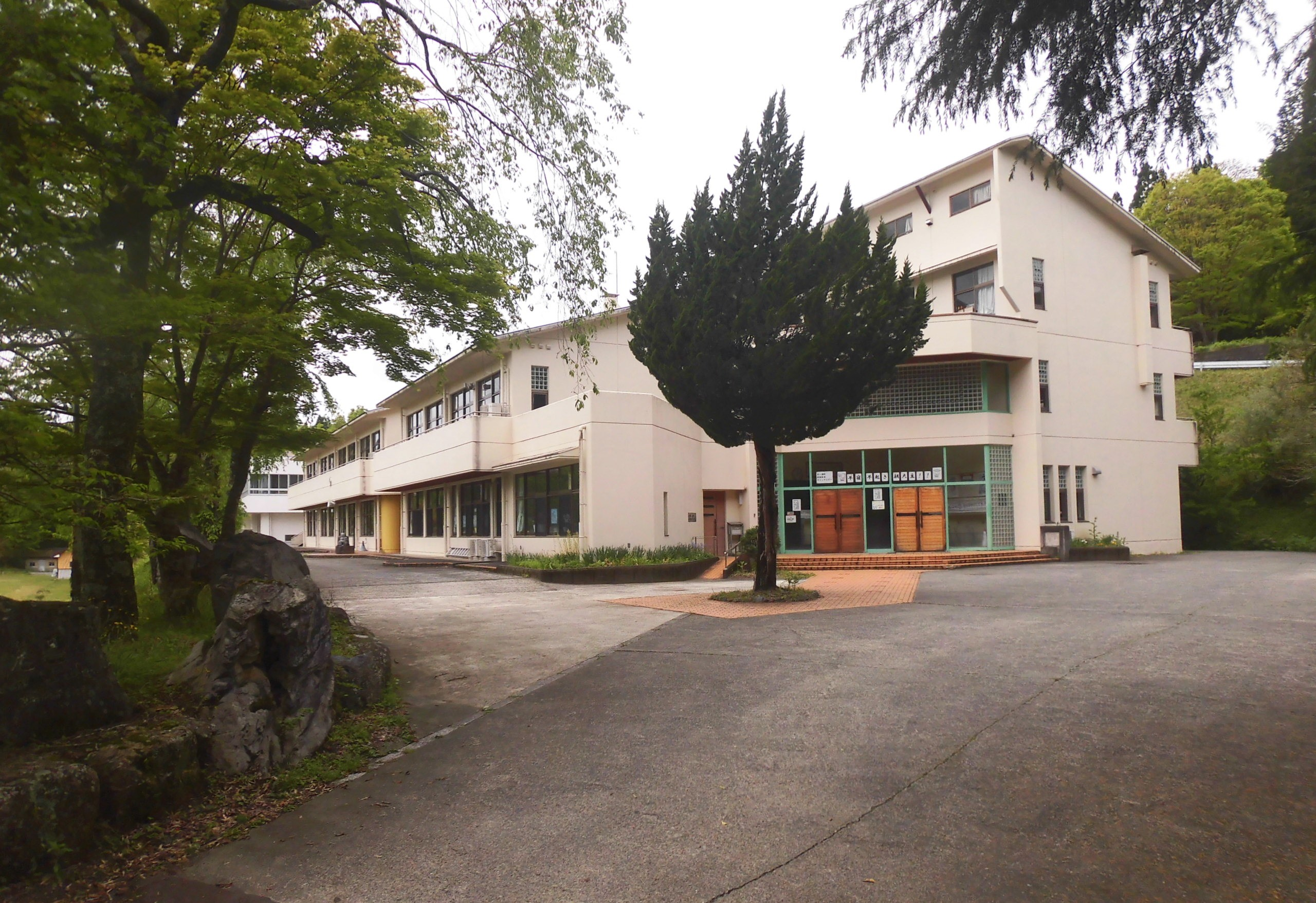
校舎

五ヶ瀬町立五ヶ瀬中学校（ごかせちょうりつ ごかせちゅうがっこう）は、宮崎県西臼杵郡五ヶ瀬町にある公立の中学校。
2016年（平成28年）4月に五ヶ瀬町内の中学校2校（三ヶ所・鞍岡）を統合の上、新設された。なお、三ヶ所中学校の校地および校舎を継承している。

## 概要
歴史
2016年（平成28年）4月に五ヶ瀬町内の中学校2校が統合の上、開校。2026年（令和8年）には創立10周年を迎える。
校章
中学校の新設にあたり、新しく制定された。
校歌
旧・三ヶ所中学校の校歌を「学び舎の歌」として継承している。作詞は岩本久枝、作曲は白井光男による。歌詞は2番まであり、歌詞中に校名は登場しない。
通学区域
五ヶ瀬町内全域
- 五ヶ瀬町立三ヶ所小学校区（旧・三ヶ所中学校区）
- 五ヶ瀬町立坂本小学校区（同上）
- 五ヶ瀬町立上組小学校区（同上）
- 五ヶ瀬町立鞍岡小学校区（旧・鞍岡中学校区）

## 沿革
旧・三ヶ所中学校
- 五ヶ瀬町立三ヶ所中学校#沿革を参照。

旧・鞍岡中学校
- 五ヶ瀬町立鞍岡中学校#沿革を参照。

統合・五ヶ瀬中学校
- 2014年（平成26年）- 三ヶ所中学校・鞍岡中学校統合に向け、準備委員会が発足。新設校の名称が「五ヶ瀬町立五ヶ瀬中学校」に決定。
- 2016年（平成28年）
  - 4月1日 - 上記2校を統合の上、「五ヶ瀬町立五ヶ瀬中学校」（現校名）が新設される。
  - 4月7日 - 開校式を挙行。
  - 4月11日 - 第1回入学式を挙行。全生徒92名（1年28名、2年22年、3年42名）でのスタート。
  - この年 - 第69回宮崎県中学校総合体育大会剣道競技 女子団体の部で優勝し、同年の全国中学校体育大会（長野県長野市で開催）に宮崎県代表として出場を果たす。
- 2017年（平成29年）- 第70回宮崎県中学校総合体育大会剣道競技 女子の部で優勝し、全国中学校体育大会に出場。
- 2018年（平成30年）- 第71回宮崎県中学校総合体育大会剣道競技 女子の部で優勝し、全国中学校体育大会に出場。全国大会ベスト16となる。

## 部活動
- 剣道部
- ソフトテニス部
- 軟式野球部
- 男子バレーボール部
- 女子バレーボール部

## 交通
最寄りのバス停留所
- 宮崎交通バス「五ヶ瀬町立病院」停留所より徒歩12分。

最寄りの幹線道路
- 国道218号
- 大分県道・熊本県道・宮崎県道8号竹田五ヶ瀬線

## 周辺
- 五ヶ瀬町立三ヶ所小学校
- 五ヶ瀬町役場
- 五ヶ瀬町 町民センター
- 五ヶ瀬町社会福祉協議会
- 五ヶ瀬町商工会
- 高千穂警察署 五ヶ瀬警察官駐在所
- 五ヶ瀬町国民健康保険病院
- 五ヶ瀬郵便局
- 三ヶ所川

## 参考資料
- 「五ヶ瀬町史 続編」（2023年（令和5年）3月31日発行, 五ヶ瀬町）p.531～p.534